# Vietnám az 1980. évi nyári olimpiai játékokon
Vietnám a szovjetunióbeli Moszkvában megrendezett 1980. évi nyári olimpiai játékok egyik részt vevő nemzete volt. Az országot az olimpián 4 sportágban 30 sportoló képviselte, akik érmet nem szereztek.

## Atlétika
Férfi
| Versenyző     | Versenyszám | Előfutam | Előfutam | Előfutam | Elődöntő | Elődöntő | Elődöntő | Döntő   | Döntő    |
| Versenyző     | Versenyszám | Idő      | Hely.    | Össz.    | Idő      | Hely.    | Össz.    | Idő     | Helyezés |
| ------------- | ----------- | -------- | -------- | -------- | -------- | -------- | -------- | ------- | -------- |
| Lê Quang Khải | 1500 m      | 4:06,77  | 10.      | 39.      | kiesett  | kiesett  | kiesett  | kiesett | kiesett  |
| Nguyễn Quyễn  | Maraton     |          |          |          |          |          |          | 2:44:37 | 50.      |

| Versenyző      | Versenyszám | Selejtező | Selejtező | Döntő    | Döntő    |
| Versenyző      | Versenyszám | Eredmény  | Helyezés  | Eredmény | Helyezés |
| -------------- | ----------- | --------- | --------- | -------- | -------- |
| Dương Đức Thủy | Hármasugrás | 14,59 m   | 19.       | kiesett  | kiesett  |

Női
| Versenyző         | Versenyszám | Előfutam | Előfutam | Előfutam | Negyeddöntő | Negyeddöntő | Negyeddöntő | Elődöntő | Elődöntő | Elődöntő | Döntő   | Döntő    |
| Versenyző         | Versenyszám | Idő      | Hely.    | Össz.    | Idő         | Hely.       | Össz.       | Idő      | Hely.    | Össz.    | Idő     | Helyezés |
| ----------------- | ----------- | -------- | -------- | -------- | ----------- | ----------- | ----------- | -------- | -------- | -------- | ------- | -------- |
| Trần Thanh Vân    | 100 m       | 13,23    | 8.       | 38.      | kiesett     | kiesett     | kiesett     | kiesett  | kiesett  | kiesett  | kiesett | kiesett  |
| Trần Thị Ngọc Anh | 200 m       | 26,83    | 5.       | 33.      | kiesett     | kiesett     | kiesett     | kiesett  | kiesett  | kiesett  | kiesett | kiesett  |
| Trần Thị Ngọc Anh | 400 m       | 1:00,62  | 8.       | 36.      |             |             |             | kiesett  | kiesett  | kiesett  | kiesett | kiesett  |
| Trịnh Thị Bé      | 1500 m      | 4:38,57  | 11.      | 24.      |             |             |             |          |          |          | kiesett | kiesett  |

| Versenyző           | Versenyszám | Selejtező | Selejtező | Döntő    | Döntő    |
| Versenyző           | Versenyszám | Eredmény  | Helyezés  | Eredmény | Helyezés |
| ------------------- | ----------- | --------- | --------- | -------- | -------- |
| Nguyễn Thị Hoàng Na | Távolugrás  | 535 cm    | 19.       | kiesett  | kiesett  |

## Birkózás
Szabadfogású
| Versenyző         | Versenyszám | 1. forduló                          | 2. forduló                            | 3. forduló                                 | 4. forduló        | 5. forduló        | 6. forduló        | Döntő             | Helyezés    |
| Versenyző         | Versenyszám | Ellenfél Eredmény                   | Ellenfél Eredmény                     | Ellenfél Eredmény                          | Ellenfél Eredmény | Ellenfél Eredmény | Ellenfél Eredmény | Ellenfél Eredmény | Helyezés    |
| ----------------- | ----------- | ----------------------------------- | ------------------------------------- | ------------------------------------------ | ----------------- | ----------------- | ----------------- | ----------------- | ----------- |
| Nguyễn Văn Công   | 48 kg       | Bíró László (HUN) · kétvállas       | Mahabir Singh (IND) · kétvállas       | kiesett                                    | kiesett           | kiesett           |                   | kiesett           | helyezetlen |
| Nguyễn Kim Thiềng | 52 kg       | Mohamed Hachaichi (ALG) · 8–15      | Mohammad Aynutdin (AFG) · kétvállas   | kiesett                                    | kiesett           | kiesett           | kiesett           | kiesett           | helyezetlen |
| Phạm Văn Tý       | 57 kg       | Juan Rodríguez (CUB) · kizárták     | Karim Salman Muhsin (IRQ) · kétvállas | kiesett                                    | kiesett           | kiesett           |                   | kiesett           | helyezetlen |
| Phí Hữu Tình      | 62 kg       | Victor Kede Manga (CMR) · kétvállas | Szalontai Zoltán (HUN) · kétvállas    | Georgios Khatziioannidis (GRE) · kétvállas | kiesett           | kiesett           |                   | kiesett           | helyezetlen |
| Nguyễn Ðình Chi   | 68 kg       | Kocsis János (HUN) · kétvállas      | Jagmander Singh (IND) · kétvállas     | kiesett                                    | kiesett           | kiesett           |                   | kiesett           | helyezetlen |

## Sportlövészet
Nyílt
| Versenyző         | Versenyszám           | Pont | Helyezés |
| ----------------- | --------------------- | ---- | -------- |
| Nguyễn Quốc Cường | Gyorstüzelő pisztoly  | 585  | 23.      |
| Nguyễn Đức Uýnh   | Gyorstüzelő pisztoly  | 583  | 26.      |
| Phan Huy Khảng    | Szabadpisztoly        | 550  | 20.      |
| Ngô Hữu Kính      | Szabadpisztoly        | 548  | 22.      |
| Lê Minh Hiển      | Sportpuska, fekvő     | 588  | 44.      |
| Nguyễn Tiến Trung | Sportpuska, fekvő     | 583  | 48.      |
| Nguyễn Tiến Trung | Sportpuska, összetett | 1122 | 29.      |
| Nghiêm Văn Sẩn    | Sportpuska, összetett | 1094 | 35.      |

## Úszás
Férfi
| Versenyző                                                 | Versenyszám            | Előfutam | Előfutam | Előfutam | Elődöntő | Elődöntő | Elődöntő | Döntő   | Döntő    |
| Versenyző                                                 | Versenyszám            | Idő      | Hely.    | Össz.    | Idő      | Hely.    | Össz.    | Idő     | Helyezés |
| --------------------------------------------------------- | ---------------------- | -------- | -------- | -------- | -------- | -------- | -------- | ------- | -------- |
| Tô Văn Vệ                                                 | 100 m gyors            | 56,75    | 7.       | 32.      | kiesett  | kiesett  | kiesett  | kiesett | kiesett  |
| Tô Văn Vệ                                                 | 200 m gyors            | 2:11,51  | 7.       | 39.      |          |          |          | kiesett | kiesett  |
| Lâm Văn Hoành                                             | 100 m hát              | 1:07,29  | 7.       | 30.      | kiesett  | kiesett  | kiesett  | kiesett | kiesett  |
| Phạm Văn Thành                                            | 200 m hát              | 2:28,40  | 6.       | 25.      |          |          |          | kiesett | kiesett  |
| Nguyễn Mạnh Tuấn                                          | 100 m mell             | 1:10,07  | 5.       | 21.      |          |          |          | kiesett | kiesett  |
| Trần Dương Tài                                            | 200 m mell             | 2:38,52  | 6.       | 18.      |          |          |          | kiesett | kiesett  |
| Nguyễn Ðăng Bình                                          | 100 m pillangó         | 1:00,74  | 7.       | 28.      | kiesett  | kiesett  | kiesett  | kiesett | kiesett  |
| Thương Ngọc Tơn                                           | 200 m pillangó         | 2:23,58  | 5.       | 23.      |          |          |          | kiesett | kiesett  |
| Phạm Văn Thành Nguyễn Mạnh Tuấn Thương Ngọc Tơn Tô Văn Vệ | 4 × 100 m vegyes váltó | kizárták | kizárták | kizárták |          |          |          | kiesett | kiesett  |

Női
| Versenyző            | Versenyszám | Előfutam | Előfutam | Előfutam | Döntő   | Döntő    |
| Versenyző            | Versenyszám | Idő      | Hely.    | Össz.    | Idő     | Helyezés |
| -------------------- | ----------- | -------- | -------- | -------- | ------- | -------- |
| Chung Thị Thanh Lan  | 100 m gyors | 1:12,27  | 7.       | 29.      | kiesett | kiesett  |
| Nguyễn Thị Hồng Bích | 100 m hát   | 1:20,34  | 7.       | 25.      | kiesett | kiesett  |
| Nguyễn Thị Hồng Bích | 200 m hát   | 2:52,90  | 8.       | 21.      | kiesett | kiesett  |
| Phạm Thị Phú         | 100 m mell  | 1:22,73  | 7.       | 23.      | kiesett | kiesett  |
| Hoàng Thị Hoà        | 200 m mell  | 2:55,94  | 6.       | 24.      | kiesett | kiesett  |